# (16435) Fándly
(16435) Fándly est un astéroïde de la ceinture principale.

## Description
(16435) Fándly est un astéroïde de la ceinture principale. Il fut découvert le 7 novembre 1988 à Piwnice par Milan Antal. Il présente une orbite caractérisée par un demi-grand axe de 2,52 UA, une excentricité de 0,22 et une inclinaison de 6,7° par rapport à l'écliptique.

## Compléments